# Niní Cáffaro
Niní Cáffaro (Erasmo Alfonso Cáffaro Durán; * 25. November 1939 in San Pedro de Macorís) ist ein dominikanischer Sänger.
Cáffaro bekam seine erste musikalische Ausbildung an der Schola Cantorum del Convento de los Dominicos, die von Monseñor Rafael Bello Peguero geleitet wurde. 1959 debütierte er bei Televisora Rahintel in Rafael Solanos Sendung La Hora del Moro. Er setzte sein Musikstudium fort und absolvierte parallel ein Studium der Finanzwissenschaft an der Universidad Autónoma de Santo Domingo, das er 1967 abschloss. Von 1962 bis 1983 war er Generalmanager des Servicio Nacional de Erradicación de la Malaria. Danach wurde er PR-Manager der Cervecería Nacional Dominicana, später der Empresas E. León Jimenes.
Daneben verfolgte er weiter seine musikalische Laufbahn. 1962 entstand seine erste Plattenaufnahme, der Song Violeta, im gleichen Jahr auch Ayúdame a Olvidarte von Juan Lockward und El Corazón no miente von Juan Bruno Tarraza. 1965 hatte er mit Rafael Solanos En Ruinas seinen ersten internationalen Hit, im nächsten Jahr folgte Cada Vez Más. 1968 gewann er mit Solanos Por Amor den Ersten Preis beim Primer Festival de la Canción Popular Dominicana.
1969 unternahm er eine Konzertreise durch die Dominikanische Republik und gewann mit Está Bien den Ersten Preis beim Primer Festival de la Canción Latina en el Mundo. Es folgten internationale Auftritte in New York, Puerto Rico, Venezuela und Haití, und 1972 gewann er mit El Juicio Final den Dritten Preis beim OTI Festival in Belo Horizonte. Auch danach trat er in verschiedenen Fernsehprogrammen auf und gab Konzerte u. a. in New York, Miami, Puerto Rico, Boston, New Jersey und Caracas.